# Robert Whittaker
Robert Harding Whittaker (Wichita, 27 dicembre 1920 – Ithaca, 20 ottobre 1980) è stato un biologo statunitense, attivo tra gli anni '50 e la fine degli anni '70.

## Biografia
Nato a Wichita, Kansas, ha ottenuto una laurea al Washburn College (ora Washburn University) a Topeka, Kansas; dopo il servizio militare consegue il dottorato di ricerca in Biologia presso la Università dell'Illinois - Urbana-Champaign.
Ha ricoperto posizioni di insegnamento e di ricerca al Washington State College di Hanford, Washington, la National Laboratories Hanford (dove ha sperimentato l'uso di traccianti radioattivi nello studio degli ecosistemi), Brooklyn College, Università della California - Irvine, e infine la Cornell University. Estremamente attivo, Whittaker è stato uno dei principali promotori e sviluppatori dell'analisi in gradiente per affrontare le questioni in ecologia vegetale. Ha fornito forte evidenza empirica contro alcune idee di sviluppo della vegetazione sostenuta da Frederic Clements.
Nel 1965 fu il primo a proporre la classificazione tassonomica dei cinque regni biologici del mondo eucariote in: Animalia, Plantae, Fungi, protisti, e monere. Egli ha inoltre proposto la classificazione biologica di Whittaker.
Whittaker è stato eletto alla National Academy of Science nel 1974, nel 1975 ha proposta la suddivisione della Terra nei 9 biomi che oggi conosciamo basandosi su temperature medie e precipitazioni,ha ricevuto la Ecological Society of America's Eminent Ecologist Award', nel 1980, ed è stato ampiamente riconosciuto in altro modo e onorato. Ha collaborato con molti altri ecologisti tra cui George Woodwell (Dartmouth), WA Neiring, Herb Borman (Yale) e GE paragona (Cornell) e fu particolarmente attivo nelle collaborazioni internazionali.